# Mesolecta stenophanes
Mesolecta stenophanes är en fjärilsart som beskrevs av Turner 1941. Mesolecta stenophanes ingår i släktet Mesolecta och familjen plattmalar. Inga underarter finns listade i Catalogue of Life.